# Andreas Scultetus
Andreas Scultetus (latinisiert aus Andreas Scholz oder Scholtz; * um 1622/23 in Bunzlau; † 25. April 1647 in Troppau) war ein deutscher Jesuit und spätmystischer Dichter aus Schlesien.

## Leben
Der protestantische Schustersohn Scultetus floh vor der Gegenreformation nach Liegnitz und besuchte von 1639 bis 1642 das St. Elisabethgymnasium in Breslau, wo er mit Angelus Silesius und Andreas Tscherning befreundet war. Um 1643 konvertierte er zum Katholizismus. 1644 hielt er sich in Brünn auf, danach war er Lehrer des Jesuitenkollegs in Troppau.

## Werk
In seinem „Gesang“ „Friedens Lob und Krieges Leid“ (1641) schilderte er eindringlich die Schrecken des Dreißigjährigen Krieges und beschwor die Hoffnung auf Frieden. Sein episches Gedicht „Blutschwitzendtodesringender Jesus“ von 1643 ist die erste neuhochdeutsche Messiasdichtung. 1642 erschien die auf dem mystischen Gedankengut Jakob Böhmes beruhende Gedichtsammlung „Österliche Triumph-Posaune“.
Scultetus’ Werk ist von Martin Opitz beeinflusst. Sprachliche Eigenwilligkeiten, gelehrte Anspielungen und schlesische Provinzialismen erschwerten wohl schon damals sein Verständnis. Es wurde schnell vergessen und erst von Gotthold Ephraim Lessing wiederentdeckt, der nach längeren Recherchen seine Gedichte 1771 herausgab. Lessing schätzte die außerordentliche Bildkraft seiner Worte, mit denen er etwa in seinem Ostergedicht die Auferstehung Christi von der gesamten Natur feiern lässt: 

„Auf ein Gesangturnier des Flügelvolks Armee,/Als jedermann erscheint, so schickt die Nachtigall,/Das Orgelwerk, so lebt, den tausendfachen Schall/In Deliens Losier. Hier sausen hundert Zinken,/Hier wird das Meisterwerk zu steigen und zu sinken,/Auf einmal angewandt. Der Vogelpöbel summt,/auf ihren Mund ergrimmt: Das meiste Teil verstummt. Die Lerche bittet bloß ihre Tiretirelieren/Der Fugenkünstlerin hernach zu praktizieren/Und schweifet trotziglich, bis an der Wolken Port,/Auf allerhand Manier mit lauten Kreisen fort [...]“